# Gilead (Roman)
Gilead ist ein Roman der amerikanischen Schriftstellerin Marilynne Robinson aus dem Jahr 2004. Der Roman wurde 2005 mit dem Pulitzer-Preis für Belletristik und dem National Book Critics Circle Award ausgezeichnet. Es handelt sich um Robinsons zweiten Roman, nach ihrem Debüt Haus ohne Halt (Original: Housekeeping) im Jahr 1980. Gilead ist ein Briefroman – die gesamte Erzählung besteht aus einer einzigen, zwar episodischen aber fortlaufenden Aufzeichnung, die zu verschiedenen Gelegenheiten in einer Kombination aus Tagebuch und Memoiren verfasst wurde. Deutsche Ausgaben des Romans erschienen, in unterschiedlichen Übersetzungen, in den Jahren 2006 und 2016.
Es handelt sich um die fiktionale Autobiographie des Hochwürden John Ames, eines älteren, weißen Pastors einer kongregationalistischen Gemeinde in der ebenfalls fiktionalen, abgeschiedenen Kleinstadt Gilead, Iowa. Ames weiß, dass er bald an einem Herzleiden sterben wird. Das Buch beginnt mit einem Eintrag aus dem Jahr 1956, in dem Ames sein Projekt erklärt: Er möchte seine Lebenserinnerungen für seinen siebenjährigen Sohn niederschreiben, der sonst nur wenige Erinnerungen an ihn haben wird.:9 Ames gibt an, dass er 1880 geboren wurde und dass er zum Zeitpunkt der Niederschrift 76 Jahre alt ist.

## Inhalt

### Handlung
Das Buch umfasst die Lebenserinnerung und das Vermächtnis von John Ames, der seine Erfahrungen mit seinem Vater und Großvater festhalten will, um diese mit seinem Sohn zu teilen. All drei Männer eint der Beruf des Seelsorger einer kongregationalischen Gemeinde in Gilead, Iowa. Ames Vater war ein christlicher Pazifist, der Großvater hingegen ein radikaler Abolitionist, der vor dem amerikanischen Bürgerkrieg gemeinsam mit John Brown Guerilla-Aktionen durchführte, als Kaplan bei den Truppen der Union diente und auch die Männer seiner Gemeinde dazu aufrief, dem Unionsheer beizutreten.
Zentrale Episoden sind die Suche nach dem Grab des Großvaters, die Erinnerung an eine Kommunion in den Ruinen einer von Blitz getroffenen Kirche der Baptisten, die Ames dort von seinem Vater empfing, sowie Ames Begegnung mit seiner zweiten Gattin Lila, einer wesentlich jüngere Frau aus einer bildungsferneren Schicht, die an einem Pfingstsonntag in Ames Kirche erscheint. Ames tauft sie schließlich, was zu einer Vertiefung der Beziehung führt, die in einem Heiratsantrag Lilas kulminiert.
Zum Zeitpunkt der Niederschrift seiner Memoiren wird John Ames noch einmal in große Unruhe versetzt: Sein Patensohn Jack Baughton ist nach langer Abwesenheit wieder in seine Heimatstadt zurückgekehrt und sucht ihn auf. Ames kann Jack, der von seinen Eltern vergöttert wird, diesen aber große Sorgen bereitet hat, nicht leiden. Eine wesentliches Spannungselement des Romans ist Ames Misstrauen dem jungen Mann gegenüber, vor allem im Hinblick auf dessen Umgang mit Ames Frau und Sohn. Dieses Misstrauen löst sich erst, als sich am Ende des Romans herausstellt, dass Jack selbst unter der erzwungenen Trennung von seiner Frau und seinem Kind leidet. Ein weiteres Zusammenleben ist nicht möglich, da Jack die Afro-Amerikanerin aufgrund der Jim-Crow Gesetze in Tennessee nicht heiraten darf und ihre Familie ihn ablehnt. Jacks besonders Verbindung zu Ames Frau Lila erklärt sich nun aus einer gemeinsamen Empfindung von erfahrenen und drohenden Verlust, während LiIa sich auf den Tod ihres Mannes vorbereitet, der ihr zum ersten Mal in ihrem Leben Halt und Geborgenheit vermittelt hat.

### Figuren
John Ames
Ames erste Frau Louisa starb bei der Geburt der Tochter, Rebecca (a.k.a. Angeline), die kurz darauf ebenfalls verstarb. Die Trauer um diesen Verlust prägt Ames Leben für viele Jahre und stellt sein Leben in einen starken Kontrast zur wachsenden Familie seines engen und langjährigen Freundes Reverend Baughton, dem Seelsorger der örtlichen Presbyterianer.
Ames Vater
Sein Charakter offenbart sich im Roman vor allem im Kontext von Anekdoten über den Großvater. Der unterschiedliche Zugang der beiden Männer zum Thema Gewalt und Neutralität in Konfliktsituationen belastet die Vater-Sohn-Beziehung.
Ames Großvater
Der Großvater verliert im Krieg sein rechtes Auge und glaubt daher, seine rechte Seite stehe in spezieller Verbindung zu Gott. Er ist bekannt für seinen stechenden Blick mit dem verbleibenden Auge und gilt als exzentrischer Charakter. So verteilt er beispielsweise den Besitz von Familienmitgliedern an Notleidende und predigt mit einer Schusswaffe im blutigen Hemd.
Jack Boughton
Der Sohn von Reverend Baughton heißt eigentlich John Ames Baughton, so benannt nach seinem Taufpaten. Jack musste vor Jahren die Stadt in Schande verlassen, nachdem er als ein Student ein junges Mädchen aus einer verarmten Familie geschwängert und im Stich gelassen hat. Das Kind, das aus dieser Beziehung entstand, verstarb arm und vernachlässigt im Alter von drei Jahren, trotz der wohlmeindenden aber unwillkommenen Bemühungen von Jacks Familie, für dieses Kind zu sorgen.

### Themen
Ein zentrales Thema des Romans sind Ames theologische Sinnkrisen an verschiedenen Fronten – er hadert mit den Taten seines Großvaters im Bürgerkrieg, seiner eigenen Einsamkeit nach dem Tod seiner ersten Frau, seinem ausdrücklich vom Glauben abgefallen Bruder und seinem Vater, der augenscheinlich ebenfalls den Glauben verlor und seine Gemeinde verließ, mit den Härten des Lebens der Menschen, und vor allem mit seiner eigenen Feindseligkeit und Eifersucht gegenüber dem jungen Boughton, dem er eigentlich, so weiß er im Grunde seines Herzens, vergeben sollte. Ames Sinkrisen werden durch zahlreiche Zitate aus der Bibel, von Theologen und von Philosophen verdeutlicht. Eine besondere Rolle spielen hierbei Calvins Unterricht in der Christlichen Religion und der von Ames hochgeschätzte Atheist Feuerbach.:23–4:124:143:208
Der theologische Inhalt des Romans wird aus der Perspektive von Ames dargestellt, einer zutiefst sympathisch dargestellten Figur, die ihre Lebenserinnerungen trotz vieler leidvoller Erfahrungen und im vollen Bewusstsein der eigenen Beschränktheit und Schwächen aus einer Position der heiteren Gelassenheit verfasst. Durch den gesamten Roman zieht sich Ames ehrfürchtiges Staunen über den transzendenten Pathos, der trotz aller Einsamkeit und Sorge darüber, die Welt bald mit so viel unverrichteten Aufgaben und ungelösten Problemen zurückzulassen in flüchtigen Momenten persönlichen Glücks mit seiner Frau und seinem Sohn in der Kleinstadt Gilead gefunden werden kann. Ames zeigt sich in der Lage, in der Schönheit der Welt rings um ihn zu schwelgen und nimmt sich die Zeit, am Ende seines Lebens das Wunder der kleinen Freuden im Leben zu würdigen – eine Einstellung, die er auch an seinen Sohn weitergeben möchte, und die es ihm schließlich ermöglicht, Jack Baughton, dem schwarzen Schaf der Gemeinde, zu vergeben.

## Historische Referenzen
Robinson zufolge basiert die fiktionale Stadt Gilead (benannt nach Gilead, „Hügel des Zeugnisses“ in der Bibel – Genesis 31:21) auf der realen Stadt Tabor in Iowa, die im Südwesten des Staates liegt und für ihre Bedeutung im Zusammenhang mit dem Abolitionismus bekannt ist. So bezieht sich auch die Figur des Großvaters des Erzählers lose auf die reale Lebensgeschichte von Rev. John Todd, einem kongretationalistischen Priester aus Tabor, der als Fluchthelfer auf der Underground Railroad versklavten Afroamerikanern die Flucht aus den Südstaaten ermöglichte und Waffen, Proviant und Munition für John Brown aufbewahrte, die dieser 1875 für die Befreiung einer Gruppe von Sklaven in Missouri und 1859 – allerdings diesmal ohne Wissen und Beteiligung von Todd – für einen Überfall auf das Waffenarsenal des US-Heeres in Harpers Ferry, West Virginia benutze.
Robinson beschreibt die Beteiligung des Großvaters am Bürgerkrieg und erwähnt dabei eine als „Lagerfieber“ bezeichnete Krankheit. Dieser Begriff bezog sich im Allgemeinen auf Typhus-Malaria und kennzeichnete sich durch Symptome wie etwa Frösteln, Fieber, Bauchschmerzen, Übelkeit, kognitive Störungen, Durchfall, Blasenfunktionsstörungen und pelziger Zunge. Auch eine weitere Krankheit wird erwähnt: Als John Ames in seinem Brief seine Predigten beschreibt, erzählt er seinem Sohn von einem Entwurf für eine Predigt, den er vor dem geplanten Termin verbrannte. Diese Predigt wurde zum Zeitpunkt der Spanischen Grippe verfasst.
Robinson selbst betont die Bedeutung von calvinistischen Primärquellen, wie etwa Calvins Unterricht in der Christlichen Religion, für ihr Schreiben. In ihrer Vorlesung über Yves Simone mit dem Titel „Die Freiheit eines Christens“ erklärt sie ihren persönlichen Zugang zu diesen Schriften: „Einer der Gründe, warum diese Texte so wichtig sind für mich, liegt darin, dass sie sicherlich wesentlich sind für meine eigenen Theologie, vielleicht auch für meine Ästhetik, und sofern ich behaupten kann, dass ich beim Schreiben eine Absicht verfolge, auch für meine Absicht beim Schreiben.“

## Rezeption
Gilead wurde als Werk wahrgenommen, das dazu beiträgt, zeitgenössische Fehleinschätzungen im Hinblick auf Johannes Calvin, den Calvinismus und die Puritaner zu korrigieren. Robinson vertritt in ihrem Vortrag „Die Freiheit eines Christen“ die Ansicht, dass Johannes Calvin und in weiterer Folge auch jene Teile der amerikanischen Kultur, die von ihm beeinflusst wurden, in der amerikanischen Kulturgeschichte stark verzerrt dargestellt werden. In ihrer Essaysammlung Der Tod Adams führt sie diese Gedanken weiter aus – ihrer Meinung nach sollten die Puritaner keinesfalls durch Lust- und Körper- und Frauenfeindlichkeit charakterisiert werden, auch wenn sie in der allgemeinen Wahrnehmung oft mit diesen Themen gleichgesetzt werden. Roger Kimball schrieb in seiner Rezension zu Der Tod Adams in der New York Times, „Wir alle wissen, dass die Puritaner verdrießliche, Sex hassende, freudlose Leute waren – bei dieser weit verbreiteten Karikatur handelt es sich aber, wie Robinson zeigt, um eine Verleumdung.“ Die populäre, moderne Konzeption von Calvinisten als Verächtern der materiellen Welt und freudlosen Exklusivisten ist ein Vorurteil, das Robinson in Gilead dekonstruiert, und dem sie ein genaueres Verständnis der Calvinistischen Lehre gegenüberstellt, das sie hauptsächlich aus der Lektüre von Originalquellen wie etwa Calvins Unterricht in der Christlichen Religion entwickelt.
Gilead stand auch im Zentrum einer Debatte um christlichen Multikulturalismus in der Literatur. Christopher Douglas, Professor für Amerikanische Literatur an der University of Victoria, sieht in dem Roman vor allem den Versuch der Konstruktion einer „zeitgenössischen christlichen multikulturellen Identität, dementsprechend bereinigt von der Komplexität […] 'christlicher Sklaverei'.“ Er setzt den Roman in den Kontext des politischen Wiederauflebens eines fundamentalistischen und evangelikalen Christentums in den letzten vier Dekaden.
Bei einer Befragung von US-amerikanischen Literaturkritikern, deren Ergebnisse von BBC Culture im Januar 2015 veröffentlicht wurden, wurde Gilead zum viertbesten Roman, der seit 2000 geschrieben wurde, gewählt. 2019 erreicht der Roman den zweiten Platz in der von der Zeitung The Guardian erstellten Liste der 100 besten Bücher des 21. Jahrhunderts. Am 5. November 2019 setzte BBC News Gilead auf die Liste der 100 einflussreichsten Romane.
Barack Obama, der 44. Präsident der Vereinigten Staaten, reihte den Roman unter seine Lieblingsbücher. Am 14. September 2015 erzählte er Marilynne Robinson, die er für The New York Review of Books interviewte „Ich las Gilead, eines ihrer wundervollsten Bücher, das erste Mal hier in Iowa, weil ich zu dieser Zeit gerade für meinen Wahlkampf unterwegs war, und viel freie Zeit hatte, wenn ich von einer Stadt zur nächsten reiste und abends nach dem Wahlkampfveranstaltungen spät nach Hause kam.... Und, ich habe Ihnen das schon erzählt – einer meiner liebsten Figuren in der Literatur ist ein Pastor in Gilead, Iowa, namens John Ames, der liebenswürdig und höflich ist, aber auch ein bisschen verwirrt im Hinblick darauf, wie er seinem Glauben mit den verschiedenen Mühen und Schicksalsschlägen, die seine Familie treffen, vereinbaren kann. Und ich habe mich einfach verliebt in diese Figur, verliebt in dieses Buch...“
Gilead wird (wie die Werke Jonathan Franzens) als literarischer Beitrag zur Überwindung der postmodernen Ironie durch eine neue Ernsthaftigkeit und Aufrichtigkeit angesehen.

## Verwandte Werke
Robinson verwendet Figuren und Ereignisse aus Gilead in drei weiteren Romanen. Zuhause (2018) gibt die Ereignisse aus der Perspektive der Freunde und Nachbarn der Boughtons wieder. Lila (2014) erzählt die Geschichte von Ames Romanze und Ehe mit seiner zweiten Frau aus Lilas Perspektive. Jack (2020) stellt Jack Baughton, das schwarze Schaf der Familie, in den Mittelpunkt und ergründet seine Beziehung zu einer schwarzen Frau, die er vor seiner Familie geheim hält.